# 507-es busz
Az 507-es jelzésű autóbusz Monor helyi járata volt, 2023-ig. A vasútállomástól indulva járta be a várost. A viszonylatot a Volánbusz üzemeltette.

## Története
2016. október 2-áig 5401-es jelzéssel közlekedett. 2017. június 16-ától a Keverő üzem helyett a vasútállomástól indulva járja be a várost, módosított útvonalon.
2021 februárjától a Volánbusz egy kisebb kapacitású Isuzu Citibus midibuszt állított forgalomba a vonalon a megrendelő önkormányzat kérésére.
2023. április 14-étől már csak munkanapokon közlekedik, május 1-jétől megszűnt.

## Megállóhelyei
| 0  | Vasútállomás induló végállomás |                                                                                     |
| 3  | Vasútállomás bejárati út       | 513, 514, 515, 516, 517, 518, 580, 585, 586, 587, 595                               |
| 4  | Lőcsei utca                    |                                                                                     |
| 6  | Gombos Matild Egészségház      |                                                                                     |
| 8  | Orvosi rendelő                 | 513, 514, 515, 516, 517, 518, 580, 585, 586, 587, 595                               |
| 10 | Kossuth Lajos utca             | 504, 505                                                                            |
| 11 | Mátra utca                     | 504, 505                                                                            |
| 12 | Földhivatal                    |                                                                                     |
| 13 | Bajcsy-Zsilinszky utca         |                                                                                     |
| 14 | József Attila utca             |                                                                                     |
| 16 | Kistói út                      |                                                                                     |
| 18 | Mikszáth Kálmán utca           |                                                                                     |
| 19 | Katona József utca             |                                                                                     |
| 20 | Tesz-Vesz óvoda                |                                                                                     |
| 22 | Pilisi utca                    |                                                                                     |
| 25 | Vasútállomás                   | 513, 514, 515, 516, 517, 518, 585, 586, 587, 595 S50 G50 Z50 sebesvonat, gyorsvonat |
| 28 | Műút                           | 587, 595                                                                            |
| 30 | Kodály Zoltán utca             |                                                                                     |
| 32 | Jászai Mari tér                |                                                                                     |
| 34 | Ady Endre utca                 |                                                                                     |
| 36 | Szterényi                      |                                                                                     |
| 38 | Erzsébet királyné út           |                                                                                     |
| 40 | Kistemplom                     | 580, 585, 586                                                                       |
| 43 | Vasútállomás érkező végállomás | 513, 514, 515, 516, 517, 518, 585, 586, 587, 595 S50 G50 Z50 sebesvonat, gyorsvonat |